# مکرتیچ پرتوگالیان

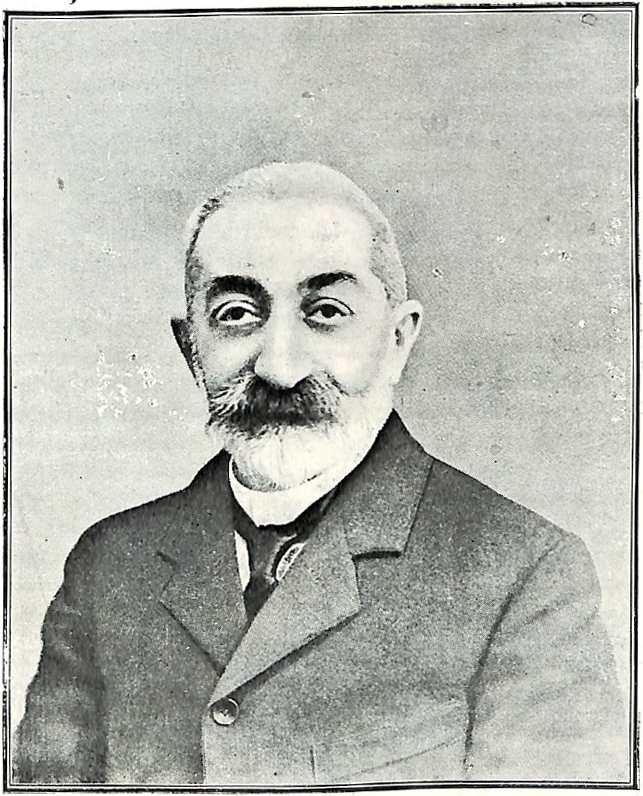
مکرتیچ پرتوگالیان، ناسیونالیست اهل ارمنستان

مکرتیچ پرتوگالیان (به ارمنی Մկրտիչ Փորթուգալյան؛ به انگلیسی Mekertich Portukalian)، (زاده ۲۱ اکتبر ۱۸۴۸ در قسطنطنیه – درگذشته ۱۹۲۱ در مارسی)، افکار و اندیشه‌های وی نقش مهمی در تقویت نیروی ناسیونالیسم ارمنی و گسترش اندیشه‌های ناسیونال دموکرات در بطن جامعه ارمنستان داشت که تشکیل حزب آرمناکان در سال ۱۸۸۵ میلادی را باید از مهم‌ترین دستاوردهای گسترش اندیشه‌های پرتوگالیان دانست.

## زندگی‌نامه
پرتوگالیان در محله ارمنی‌نشین «کوم کاپو» در قسطنطنیه به دنیا آمد و پس از گذراندن تحصیلات مقدماتی به عنوان معلم مشغول به کار شد. در سال ۱۸۷۶ میلادی به شهر یودوکیا، ترکیه سفر نمود و انجمن «نوع دوستی» را با هدف تدریس زبان ارمنی برای ارمنی‌های تُرک زبان تأسیس نمود. پس از آن پرتوگالیان به همکاری با روزنامه‌های آسیا، منظوم در قسطنطنیه و زنبور ارمنستان در قفقاز جنوبی و روسیه پرداخت و در سال ۱۸۷۶ میلادی به عضویت انجمن «آراراتیان» درآمد. پس از تبعید پرتوگالیان به فرانسه که توسط دولت وقت عثمانی در سال ۱۸۸۵ میلادی صورت گرفت، فعالیت‌های فرهنگی و آموزشی پرتوگالیان در فرانسه آغاز گشت و تا زمان مرگ وی در سال ۱۹۲۱ میلادی تداوم یافت. از جمله مهم‌ترین اقدامات پرتوگالیان انتشار نشریه آرمنیا در مارسی، فرانسه بود که در سرتاسر اروپا و نیز به صورت مخفیانه در قلمرو امپراتوری عثمانی و منطقه قفقاز توزیع می‌گردید و نقش مهمی در گسترش فرهنگ و تمدن ارمنی و نیز اندیشه‌های آزادی خواهانه در سطح جامعه ارمنی ایفا نمود.
پرتوگالیان نقش بسیار مهمی در تشکیل نهادها و انجمن‌های ارمنی در سطح اروپا ایفا نمود که تأسیس کنگره عمومی گروه‌های ارمنی خارج از سرزمین اجدادی در ژوئن سال ۱۸۸۶ میلادی و نیز تشکیل اتحادیه وطن پرستان ارمنی در آوریل ۱۸۸۹ میلادی از مهم‌ترین موارد آن به‌شمار می‌رود.